# Castilleja sphaerostigma
Castilleja sphaerostigma är en snyltrotsväxtart som beskrevs av Eastwood. Castilleja sphaerostigma ingår i släktet målarborstar, och familjen snyltrotsväxter. Inga underarter finns listade i Catalogue of Life.